# Великий Нікобар
Великий Нікобар — найбільший острів архіпелагу Нікобарські острови. Площа острова 1045 км ², це більше половини площі всього архіпелагу (1841 км ²). Розташований за більш ніж 100 км на північний захід від Суматри.

## Географія
Більшість території острова покрито джунглями, 85 % суші займає однойменний біосферний заповідник, що включає в себе національні парки Кемпбелл-Бей, Галатея і лісову буферну зону. Безліч видів рослин і тварин є ендеміками Нікобарських островів, деякі живуть лише на Великому Нікобарі.
Найпівденніша точка острова - мис Індіра, що є також і найпівденнішою точкою країни. Найвища точка - гора Тульєр (642 м).
Як всі Нікобари, острів серйозно постраждав від цунамі в 2004 році.

## Населення
Населення острова - 9439 людей (2001). Це трохи більше 9 людей на кв.км. На острові проживає група корінного племені - шомпени. Їх чисельність у 2001 році скадала близько 300 осіб. 